# Quinn’s Post katonai temető
A Quinn’s Post katonai temető (Quinn’s Post Cemetery) egy első világháborús nemzetközösségi sírkert a Gallipoli-félszigeten.

## Története
A szövetséges csapatok 1915. április 25-26-án szálltak partra a Gallipoli-félszigeten azzal a céllal, hogy kikényszerítsék Törökország kilépését a háborúból, az új front megnyitásával pedig tehermentesítsék a nyugati frontot és utánpótlási utat nyissanak Oroszország felé.
A Hugh Quinn őrnagyról elnevezett őrhelyet egy új-zélandi géppuskás egység alakította ki április 25-én. A következő hónapokban több ausztrál és új-zélandi alakulat is védte az állást a számos ellentámadás ellen, amelyet a Bomba-gerincnek nevezett magaslatról indítottak a törökök. Hugh Quinn őrnagy a 15. ausztrál gyalogzászlóalj tisztje volt, és egy május 29-ei török támadás során esett el. A Shrapnel Valley katonai temetőben nyugszik.
Az eredeti temetőben, amelyet a fegyvernyugvás után hoztak létre, 225 azonosítatlan katona földi maradványait helyezték el. Később már harctéri sírkertekből is szállítottak át oda holttesteket, köztük a Pope-hegyiből, amely Harold Pope alezredesről, a 16. ausztrál gyalogzászlóalj parancsnokáról kapta a nevét. Az azonosított katonák közül 165 ausztrál, 13 új-zélandi, négy brit volt.